# Bechterews sygdom
Becterews sygdom (morbus Bechterew, ankyloserende spondylitis (af græsk: ankylos, "stift" og spondylos, "ryghvirvel") eller Marie-Strümpells sygdom) er en kronisk inflammatorisk gigtlidelse, som regnes blandt de autoimmune sygdomme. Sygdommen angriber primært leddene i det centrale skelet og mindre grad leddene i ekstremiteterne. Med tiden kan sygdommen medføre sammenføjning af de enkelte ryghvirvler med stadig mindre bevægelighed i rygraden til følge. Bechterew rammer mænd tre gange så hyppigt som kvinder og begynder i gennemsnit i en alder af 23. Der er påvist en vis arvelighed i sygdommen.
| Sygdom | Spire Denne artikel om sygdom er en spire som bør udbygges. Du er velkommen til at hjælpe Wikipedia ved at udvide den. |

 Der er for få eller ingen kildehenvisninger i denne artikel, hvilket er et problem. Du kan hjælpe ved at angive troværdige kilder til de påstande, som fremføres i artiklen.